# Stefan Schwoch
Stefan Schwoch (Bolzano, Italia, 19 de octubre de 1969) es un exfutbolista y dirigente deportivo italiano.

## Trayectoria
De origen polaco por parte de padre, debutó en el Passirio Merano en 1987; el año siguiente, pasó al Benacense Riva. Su carrera como profesional empezó en 1989, jugando en la SPAL de Ferrara del cuarto nivel de fútbol italiano (en ese entonces representado por la Serie C2), donde se desempeñó como volante por la banda. Por dos años fue el máximo artillero de la Serie D en el Crevalcore, para luego volver a la Serie C2 con el Pavia, donde militó durante dos temporadas. En 1994 fichó por el Livorno
de la misma división, marcando 19 goles en 33 partidos.
En 1995 fue transferido al Ravenna de la Serie C1 (tercer nivel), contribuyendo al ascenso del club a la Serie B con 21 goles en 33 partidos. En 1998, en las filas del Venezia entrenado por Walter Novellino, con sus 17 goles ayudó al equipo a ascender a la Serie A después de 31 años de la última vez. Debutó en la máxima serie italiana el 13 de septiembre de 1998 contra el Bari (1-0 para los venecianos). En enero de 1999 pasó al Napoli; en la temporada 1999-2000 Schwoch se reunió con el técnico Novellino y con sus 22 tantos en 35 partidos contribuyó al regreso a la Serie A de los azzurri.
En 2000 se quedó en la Serie B, fichando por el Torino recién ascendido, aunque no jugó como titular porque en su posición fue empleado Marco Ferrante; cuando Ferrante fue transferido al Inter de Milán y Luigi Simoni fue reemplazado por Giancarlo Camolese, Schwoch se volvió la punta titular del equipo, que finalizó primero en la categoría de plata. La temporada siguiente fue transferido al Vicenza, donde jugó durante siete temporadas y concluyó su carrera, siempre quedándose en Serie B.
Durante su carrera totalizó 2 goles y 14 partidos en Serie A, 135 goles y 382 partidos en Serie B, 21 goles y 23 partidos en Serie C1, 39 goles y 117 partidos en Serie C2, 43 goles y 123 partidos en la categoría amateur y 20 goles y 34 partidos en la Copa Italia (por un total de 260 goles en 682 partidos).
Después del retiro fue director deportivo del Vicenza (2010) y asesor técnico del club de fútbol femenino Napoli Femminile (2017). También desarrolla la actividad de asesor financiero y es comentarista de DAZN.

## Clubes
| Club                | País   | Año         |
| ------------------- | ------ | ----------- |
| Passirio Merano     | Italia | 1987 - 1988 |
| Benacense Riva      | Italia | 1988 - 1989 |
| S.P.A.L. de Ferrara | Italia | 1989 - 1990 |
| Crevalcore          | Italia | 1990 - 1992 |
| Pavia               | Italia | 1992 - 1994 |
| Livorno             | Italia | 1994 - 1995 |
| Ravenna             | Italia | 1995 - 1997 |
| Venezia             | Italia | 1997 - 1999 |
| Napoli              | Italia | 1999 - 2000 |
| Torino              | Italia | 2000 - 2001 |
| Vicenza             | Italia | 2001 - 2008 |

## Palmarés

### Campeonatos nacionales
| Título     | Equipo  | País   | Año         |
| ---------- | ------- | ------ | ----------- |
| Serie C1/B | Ravenna | Italia | 1995 - 1997 |
| Serie B    | Torino  | Italia | 2000 - 2001 |

### Distinciones individuales
| Distinción                       | Año         |
| -------------------------------- | ----------- |
| Capocannoniere de la Copa Italia | 2000 - 2001 |